# Ernie Watts
Ernest James Watts (23 de octubre de 1945), más conocido como Ernie Watts, es un músico de jazz y rhythm and blues. Toca el saxo tenor, saxo alto, saxo soprano y flauta. Es conocido como músico de sesión y por su trabajo en la banda de Charlie Haden, Quartet West. Participó en la gira de 1981 de The Rolling Stones, y en la película de la banda, Let's Spend the Night Together (1982).

## Biografía
Nacido en Norfolk, Virginia, tras estudiar en el Berklee College of Music, de 1966 a 1968 trabajó en la banda de Buddy Rich, tocando el saxo alto junto con Lou Marini. Durante 20 años tocó el saxo tenor en The Tonight Show Band, dirigida por Doc Severinsen. Participó en muchos de los álbumes de Marvin Gaye para Motown durante la década de 1970, en los álbumes de estudio del compositor, músico y artista estadounidense Barry White, y como músico de sesión durante 25 años en Los Ángeles.

## Discografía

### Como director
- The Wonder Bag (Vault, 1972)
- Look In Your Heart (Elektra, 1980)
- Chariots of Fire (Qwest, 1982)
- Musician (Qwest, 1985)
- Sanctuary (Qwest, 1986)
- The Ernie Watts Quartet (JVC, 1987 [1991])
- Afoxe con Gilberto Gil (CTI, 1991)
- Reaching Up (JVC, 1994)
- Unity (JVC, 1995)
- Long Road Home (JVC, 1996)
- Classic Moods (JVC, 1998)
- Reflections con Ron Feuer (Flying Dolphin, 2000)
- Alive (Flying Dolphin, 2004)
- Spirit Song (Flying Dolphin, 2005)
- Analog Man (Flying Dolphin, 2006)
- To The Point (Flying Dolphin, 2007)
- Four Plus Four (Flying Dolphin, 2009)
- Oasis (Flying Dolphin, 2011)

### Como acompañante
Con Billy Alessi and Bobby Alessi 
- Words and Music (A&M, 1979)
- Long Time Friends (Qwest, 1982)

Con Paul Anka
- Walk a Fine Line (CBS, 1983)

Con Willie Bobo
- Tomorrow Is Here (1977)

Con Brass Fever
- Time Is Running Out (Impulse!, 1976)

Con Kenny Burrell
- Both Feet on the Ground (Fantasy, 1973)

Con Donald Byrd
- Caricatures (Blue Note, 1976)

Con Stanley Clarke
- Time Exposure (CBS, 1984)

Con Billy Cobham
- Inner Conflicts (Atlantic, 1978)

Con Randy Crawford
- Secret Combination (Warner Bros., 1981)

Con Torsten de Winkel y Hellmut Hattler
- Mastertouch (EMI, 1985)

Con Marvin Gaye
- Let's Get It On (Tamla, 1973)
- Want You (Tamla, 1976)

Con Dizzy Gillespie
- Free Ride (Pablo, 1977) compuesto y arreglado por Lalo Schifrin

Con Charlie Haden
- Quartet West (Verve, 1986)
- In Angel City (Verve, 1988)
- The Montreal Tapes: Liberation Music Orchestra (Verve, 1989 [1999])
- Haunted Heart (Verve, 1991)
- Always Say Goodbye (Verve, 1993)
- Now Is the Hour (Verve, 1995)
- The Art of the Song (Verve, 1999)

Con Bobby Hutcherson
- Head On (Blue Note, 1971)
- Linger Lane (Blue Note, 1975)
- Montara (Blue Note, 1975)

Con Milt Jackson
- Memphis Jackson (Impulse!, 1969)

Con Carole King
- Music (Ode, 1971)

Con John Mayall
- Moving On (Polydor, 1973)

Con Blue Mitchell
- Vital Blue (Mainstream, 1971)

Con Frank Zappa y The Mothers
- The Grand Wazoo (1972)

Con New Stories
- Speakin' Out (1998)

Con Moacir Santos
- Carnival of the Spirits (Blue Note, 1975)

Con Lalo Schifrin
- Gypsies (Tabu, 1978)
- No One Home (Tabu, 1979)

Con Gábor Szabó
- Faces (Mercury, 1977)